# Isocybus pallidicornis
Isocybus pallidicornis är en stekelart som beskrevs av Thomson 1859. Isocybus pallidicornis ingår i släktet Isocybus och familjen gallmyggesteklar. Arten är reproducerande i Sverige. Inga underarter finns listade i Catalogue of Life.